# La Sioutat
La Sioutat est un site archéologique découvert sur le territoire de la commune française de Roquelaure, dans l'aire urbaine d'Auch, département du Gers, en région Midi-Pyrénées. Les campagnes de fouilles successives ont fait apparaître les vestiges d'une agglomération appartenant à quatre phases d'occupation successives couvrant les périodes protohistorique (premier âge du fer) et antique (période augustéenne).

## Localisation
D'une superficie d'environ 7 ha, le site de La Sioutat se trouve en région Midi-Pyrénées, dans le département du Gers, à 8 km au nord de la ville d'Auch, au pied du château d'eau de la commune de Roquelaure, à proximité immédiate du village. Il est installé sur une hauteur dominant le Gers et son affluent le Talouch,.

## Fouilles
Une première campagne de fouilles conduite dans les années 1960 révéla la présence d'un bâtiment antique de la période augustéenne et d'un mobilier présentant quelques éléments protohistoriques. Les strates inférieures ayant été considérées comme détruites les travaux furent interrompus. De nouveaux sondages en 1998 puis 2006 démontrant l'intérêt présenté par le site les recherches reprirent en 2007,. 
Sont alors découverts les premiers vestiges d'une occupation remontant au premier âge du fer trouvés entre Garonne et Pyrénées. Un réseau de voies de circulation disposées entre des bâtiments rectangulaires implantés en terrasses témoigne ensuite d'une volonté urbanistique et la réutilisation des structures successives démontre la continuité de ce mode d'occupation entre la fin du IIe et la première moitié du Ier siècle av. J.-C. La période suivante, jusqu'aux années 30 avant notre ère, révèle l'utilisation de la technique de la sablière et la présence de fours domestiques. Un édifice reposant sur une fondation de pierres sèches témoigne ensuite de la première construction en dur dans la région,. 
Le bâtiment fouillé initialement en partie, vestige de la dernière période d'occupation (entre -20 et l'an 10 de notre ère), se révèle de très grande dimension (1600 m2), construit sur un plan carré ouvrant sur une cour intérieure selon le schéma traditionnel de la domus italique. Il étonne également par sa topographie à proximité de la capitale des Ausques, qu'il a pu précéder à ce titre, et par la présence de peintures murales uniques au-delà de la Gaule narbonnaise, un Dionysos pantocrator, une matrone assise, ou encore des décors en trompe-l'œil, conservés au musée des Jacobins d'Auch. Ses vastes dimensions, le luxe raffiné de sa décoration, de la vaisselle et des bijoux retrouvés, dénotent l'appartenance de son propriétaire à l'élite aristocratique. L'emplacement de l'oppidum au cœur du réseau des voies reliant les provinces romaines de la Gaule, de la péninsule Ibérique et de l'Italie comme la quantité de fragments d'amphores utilisées pour le transport du vin le signalent comme un centre commercial important. L'abandon du site semble coïncider avec le développement de la cité d'Augusta Auscorum,.